# Antonio Ricci Signorini
Antonio Ricci Signorini (Massa Lombarda, 22 febbraio 1867 – Bologna, 10 marzo 1965) è stato un compositore e direttore d'orchestra italiano.

## Biografia
Antonio Ricci Signorini, figlio di Angelo e Rosa Buzzi e fratello del poeta Giacinto Ricci Signorini si è formato al Liceo musicale di Bologna avendo tra gli insegnanti Federico Parisini, Alessandro Busi e Giuseppe Martucci; nel 1889 si diplomò in pianoforte, composizione e direzione d'orchestra. Nella prima parte della sua carriera, dal 1890 al 1898, fu concertista e direttore d'orchestra nei teatri lirici. Nel 1898 vinse il concorso, battendo 140 concorrenti, per la composizione di una "Messa di Requiem" in onore di Carlo Alberto di Savoia. Cominciò allora la seconda parte della sua carriera, dedicata interamente alla composizione. Ricci Signorini lasciò un'amplissima produzione nell'ambito della musica sacra, della musica da camera e della musica sinfonica.
Morì a 98 anni. È sepolto nel Chiostro Maggiore del cimitero monumentale della Certosa di Bologna.

## Linguaggio e stile
Antonio Ricci Signorini è stato un esponente italiano dei cosiddetti pianisti–compositori, che annovera tra i suoi massimi esponenti Felix Mendelssohn, Chopin, Robert Schumann e Liszt. Il suo linguaggio è caratterizzato da influssi tardo-romantici, tipici della sua epoca. Già dai suoi contemporanei veniva considerato una personalità artistica elegante e geniale, portata ad esprimersi con idee sempre più personali e raffinate. Nella musica da camera si è contraddistinto per una scrittura efficacemente descrittiva. Per quanto riguarda le opere sinfoniche, si è rivelato capace di robuste architetture sonore, il cui stile ben riconoscibile si è snodato lungo tutto il suo percorso, dal primo poema musicale (Giuda di Herioth) alle Dieci Rapsodie italiane, che rimangono forse il suo progetto più significativo e originale. Nelle Rapsodie (Abruzzese, Siciliana, Romagnola, Romanesca, Veneziana, Milanese, Sarda, Toscana, Piemontese e Napoletana), composte e pubblicate fra il 1918 e il 1935, Ricci Signorini raffigura musicalmente le regioni italiane nelle loro peculiarità, avvicinando così la musica strumentale ad elementi di schiettezza e vigoria prettamente folcloristici.
Due sono le biblioteche che conservano la maggior parte delle sue opere: il Museo internazionale e biblioteca della musica di Bologna e la Biblioteca Trisi di Lugo.

## Composizioni
Antonio Ricci Signorini è autore di un catalogo di composizioni molto ricco e variegato che comprende circa sessanta liriche (o Lieder) da camera, vari cicli pianistici, musica orchestrale comprendente almeno dieci poemi sinfonici, dieci rapsodie italiane, due suites e altre opere minori, riduzioni pianistiche delle composizioni orchestrali, trascrizioni di musica pianistica per vari tipi di complessi strumentali.

## Cicli pianistici e relative trascrizioni
- Amours et fantaisies, Trieste, C. Schmidl (1894)
- Profils de femme, morceaux caracteristiques, Trieste, Carlo Schmidl (1897).Trascrizione per orchestra d'archi (inedita)
- Piccola suite, Leipzig, Hofmeister (1903). Trascrizione per orchestra d'archi (inedita)
- Pezzetti romantici, Lipsia, Hofmeister (1904). Trascrizione per orchestra d'archi (inedita).
- Trois suites poetiques: Milan, Carisch & Janichen (1906). Trascrizione per piccola orchestra; Milano, Carisch (1906). Trascrizione per orchestra d'archi: Milano, Carisch (1921). Trascrizione per violino e pianoforte, Carisch (1921).
- Le favole della nonna Teresa, Milano, Carisch & Janichen (1907). Trascrizione per grande orchestra (inedita). Trascrizione per orchestra d'archi, con arpa, campanelli e triangolo, in Sei trascrizioni dell'autore, Milano, Carisch (1921). Trascrizione per violino e pianoforte, in Sei trascrizioni dell'autore; Milano, Carisch (1921).
- Paesaggi, quattro composizioni, Milano, Carisch & Janichen (1909). Trascrizione per piccola orchestra, Milano, Carisch (1909).
- Schizzi, Milano, Carisch & Janichen (1910). Trascrizione per piccola orchestra, Milano, Carisch & Janichen (1914). Trascrizione per violino e pianoforte, in Sei trascrizioni dell'autore; Milano, Carisch (1921).
- A Nervi, Milano, Carisch & Janichen (1912). Trascrizione per orchestra d'archi, Milano, Carisch (1922). Trascrizione per violino e pianoforte, Sei trascrizioni dell'autore, Milano, Carisch (1921).
- A Regoledo, impressioni e rimembranze, Milano, Carisch& Janichen (1912). Trascrizione per piccola orchestra; Milano, Carisch (1922). Trascrizione per orchestra d'archi e arpe, Milano, Carisch (1922). Trascrizione per violino e pianoforte, in Sette trascrizioni dell'autore; Milano, Carisch (1926).
- Cinque pezzi infantili, I Serie, Milano, Carisch (1923).
- Cinque pezzi infantili, II Serie, Milano, Carisch (1923). Trascrizione per quartetto d'archi, Carisch (1933).

## Riduzioni pianistiche da composizioni per orchestra
- Atala di F. de Chateaubriand, illustrazioni sinfoniche: L'apparizione - La fuga - Nel deserto - La canzone – L'uragano - II dramma; riduzione, con dedica “A Luigi Torchi, Presidente della Reale Accademia Filarmonica in Bologna; Bologna, C. Venturi (1907).
- Giuda di Kerioth, poema musicale per grande orchestra; riduzione dell'Autore; (da G. Bovio); Milano, Carisch & Janichen (1911)
- Gli amori pastorali di Dafne e Cloe, poema musicale per grande orchestra, da Longo Sofista (traduzione di Annibal Caro); riduzione dell'autore Milano, Carisch & Janichen (1911).
- Papiol e Trol, due ritratti per orchestra; dal “Re Orso” di Arrigo Boito; riduzione dell'Autore; Milano, Carisch & Janichen (1912)
- Stati d'anima, Suite di tre composizioni per orchestra d'archi; riduzione dell'autore 1.Andantino, 2. Molto lento, 3. Largo; Milano, Carisch & Janichen (1914).
- Stati d'anima, II Suite di tre composizioni per orchestra d'archi; riduzione dell'autore; Milano, Carisch (1920).
- Suite n.1 per grande orchestra; riduzione dell'Autore; Milano, Carisch (1922)
- Suite n.2 per grande orchestra; riduzione dell'autore; Milano, Carisch (1923)
- Il viaggio di Maria Egiziaca, da le vite de' Santi Padri, volgarizzate da fra Domenico Cavalca, poema musicale per grande orchestra; riduzione dell'autore; Milano, Carisch & Janichen (1928)
- La caccia di Verucchio, da una romanza storica di Giacinto Ricci Signorini, poema musicale per grande orchestra; riduzione dell'autore; Milano, Carisch & Janichen (1928)
- Dieci rapsodie italiane per grande orchestra: 1. Abruzzese; 2. Siciliana; 3. Romagnola; 4. Romanesca; 5. Veneziana; 6. Milanese; 7. Sarda; 8. Toscana; 9. Piemontese; 10. Napoletana, Bologna, Bongiovanni (1935) Versione: n 1. Abruzzese; Bologna, Venturi, (1918)